# Nico Neidhart
Nico Neidhart (Flensburgo, 27 settembre 1994) è un calciatore tedesco, difensore dell'Hansa Rostock.

## Carriera
Cresciuto nel settore giovanile dell'Osnabrück, ha esordito in prima squadra il 25 settembre 2012 disputando l'incontro di 3. Liga perso 3-0 contro il Kickers Stoccarda.

## Statistiche

### Presenze e reti nei club
Statistiche aggiornate al 6 febbraio 2022.
| Stagione                  | Squadra                   | Campionato                | Campionato | Campionato | Coppe nazionali | Coppe nazionali | Coppe nazionali | Coppe continentali | Coppe continentali | Coppe continentali | Altre coppe | Altre coppe | Altre coppe | Totale | Totale |
| Stagione                  | Squadra                   | Comp                      | Pres       | Reti       | Comp            | Pres            | Reti            | Comp               | Pres               | Reti               | Comp        | Pres        | Reti        | Pres   | Reti   |
| ------------------------- | ------------------------- | ------------------------- | ---------- | ---------- | --------------- | --------------- | --------------- | ------------------ | ------------------ | ------------------ | ----------- | ----------- | ----------- | ------ | ------ |
| 2012-2013                 | Osnabrück                 | 3L                        | 2          | 0          |                 | -               | -               |                    | -                  | -                  |             | -           | -           | 2      | 0      |
| 2013-2014                 | Schalke 04 II             | RL                        | 22         | 2          |                 | -               | -               |                    | -                  | -                  |             | -           | -           | 22     | 2      |
| 2014-2015                 | Schalke 04 II             | RL                        | 28         | 4          |                 | -               | -               |                    | -                  | -                  |             | -           | -           | 28     | 4      |
| Totale Schalke 04 II      | Totale Schalke 04 II      | Totale Schalke 04 II      | 50         | 6          |                 | -               | -               |                    | -                  | -                  |             | -           | -           | 50     | 6      |
| 2015-2016                 | Sportfreunde Lotte        | RL                        | 27         | 2          | CG              | 0               | 0               |                    | -                  | -                  |             | -           | -           | 27     | 2      |
| 2016-2017                 | Sportfreunde Lotte        | 3L                        | 34         | 3          | CG              | 4               | 0               |                    | -                  | -                  |             | -           | -           | 38     | 3      |
| 2017-2018                 | Sportfreunde Lotte        | 3L                        | 17         | 1          |                 | -               | -               |                    | -                  | -                  |             | -           | -           | 17     | 1      |
| 2018-gen. 2019            | Sportfreunde Lotte        | 3L                        | 18         | 0          |                 | -               | -               |                    | -                  | -                  |             | -           | -           | 18     | 0      |
| Totale Sportfreunde Lotte | Totale Sportfreunde Lotte | Totale Sportfreunde Lotte | 96         | 6          |                 | 4               | 0               |                    | -                  | -                  |             | -           | -           | 100    | 6      |
| gen.-giu. 2019            | Emmen                     | ED                        | 6          | 0          |                 | -               | -               |                    | -                  | -                  |             | -           | -           | 6      | 0      |
| 2019-2020                 | Hansa Rostock             | 3L                        | 30         | 2          | CG              | 0               | 0               |                    | -                  | -                  |             | -           | -           | 30     | 2      |
| 2020-2021                 | Hansa Rostock             | 3L                        | 35         | 4          | CG              | 1               | 0               |                    | -                  | -                  |             | -           | -           | 36     | 4      |
| 2021-2022                 | Hansa Rostock             | 2L                        | 19         | 0          | CG              | 3               | 0               |                    | -                  | -                  |             | -           | -           | 22     | 0      |
| Totale Hansa Rostock      | Totale Hansa Rostock      | Totale Hansa Rostock      | 84         | 6          |                 | 4               | 0               |                    | -                  | -                  |             | -           | -           | 88     | 6      |
| Totale carriera           | Totale carriera           | Totale carriera           | 238        | 18         |                 | 8               | 0               |                    | -                  | -                  |             | -           | -           | 246    | 18     |